# NGC 7663
NGC 7663 est une galaxie spirale située dans la constellation de Verseau. La base de données HyperLeda considère qu'il s'agit d'une galaixe irrégulière, vient qu'il y ait au moins deux bras spiraux émergeant du centre de la galaxi. De même, on peut s'interroger sur la classification de magellanique (Sm) par Simbad.
La vitesse de NGC 7663 par rapport au fond diffus cosmologique est de 5 334 ± 25 km/s, ce qui correspond à une distance de Hubble de 78,7 ± 5,5 Mpc (∼257 millions d'al). NGC 7663 a été découverte par l'astronome italien Gaspare Stanislao Ferrari (it) en 1865.

## Supernova
La supernova SN 1995ab a été découverte dans NGC 7663 le 22 septembre 1995 par C. Pollas, A. V. Filippenko et D. C. Leonard à l'observatoire de la Cote d'Azur. Cette supernova était de type II et sa magnitude au moment de sa découverte était de 17,7. 

## Identification incertaine

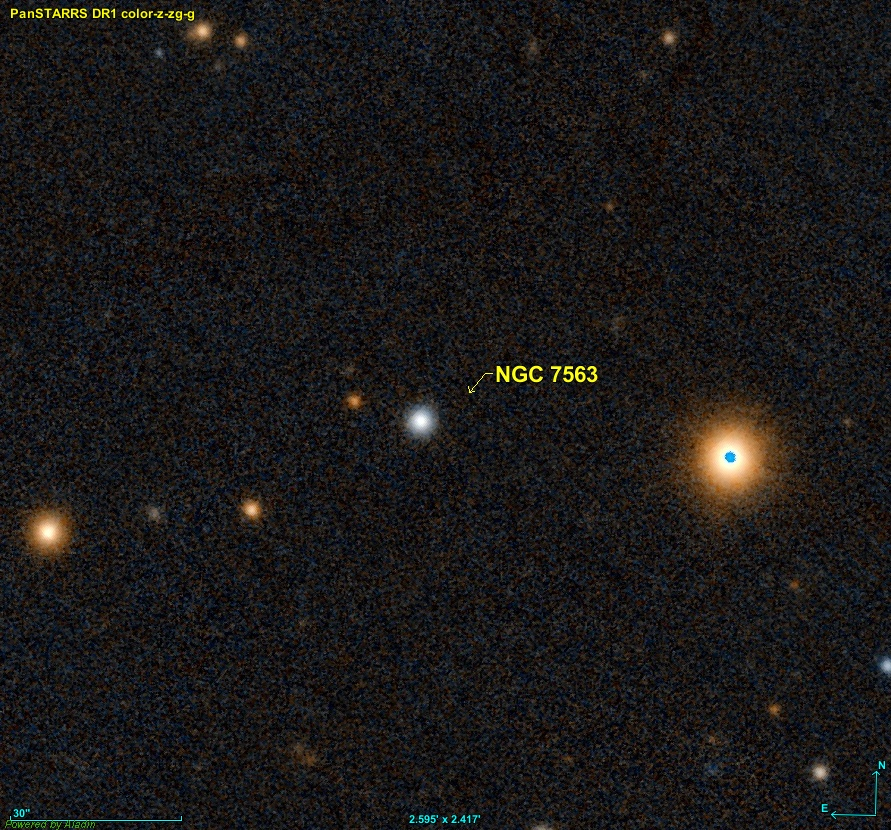
Position indiquée par Ferrari. Rien n'est visible à cet endroit.

Le professeur Seligman et Wolfgang Steinicke considèrent que NGC 7663 est un objet perdu ou inexistant. Voici ce qu'en pense deux autres experts de l'histoire des découvertes des objets NGC et IC Steve Gottlieb et Harold Corwin.
Harold Corwin écrit sur son site Web que NGC 7663 est l'une des nébuleuses du frère Ferrari annoncées par le père Secchi qui contrairement aux huit autres possèdent deux galaxies candidates dans la zone indiquée par Ferrari. L'une, MCG -01-59-22, légèrement plus brillante que l'autre, et MCG -01-59-023 (PGC 71455). Cette dernière est plus près des coordonnées indiquées par Ferrari, mais tout aussi éloignée en déclinaison et sa brillance de surface est plus faible. Corwin serait étonné que Ferrari avec sa lunette de 9,5 pouces (24 cm) ait pu observé cette dernière, mais il ne se prononce pas définitivement sur le choix de la galaxie.
Steve Gottlieb semble être plutôt en accord avec le professeur Seligman et Steinicke. Il écrit sur son site que l'identification de NGC 7663 avec MCG -01-59-22 ou MCG -01-59-023 est très incertaine. Ferrari a découvert ce qu'il a noté comme Nova #5 alors qu'il recherchait la comète de Biela avec un équatorial Merz de 9,5 pouces au Collège romain. Rien n'est visible à proximité de la position rapporté par Ferrari, ni de plusieurs autres objets qu'il a revendiqués. Le RNGC et le PGC identifient PGC 71455 comme NGC 7663. Cette galaxie se trouve à 13' au sud de la position de Ferrari.